# Sorteo democrático
El sorteo en democracia, también denominado selección por lote, asignación o demarquía, nominalmente representa la selección de funcionarios políticos dentro de una gran muestra o cantidad de candidatos por medio del sorteo. La “lotocracia” garantiza que todas las partes interesadas en ocupar algún cargo político tengan las mismas posibilidades y oportunidades que los demás postulados. En la democracia moderna y representativa por medio de elecciones, históricamente se ha demostrado cómo esta ha generado el fortalecimiento del faccionalismo en los candidatos que en el proceso de búsqueda de votos recurren a las promesas; aspecto que desaparecería completamente con la elección por medio del sorteo.  “El sorteo tiene la virtud de operar sin presión de tales factores, garantizando una igualdad de oportunidades a todas las identidades colectivas, ya existentes o por definir (…) El sorteo presenta otra serie de beneficios para la democracia. Uno es su valor pedagógico: al acompañarse de la rotación, permite que quien manda hoy, obedezca mañana”.
La elección por medio del sorteo históricamente ha tenido experiencias en diversos lugares y periodos, y se ha presentado desde la antigüedad; es el caso específico de la democracia ateniense, las ciudades-comuna italianas y en las democracias representativas modernas. Lo cual demuestra cómo la “lotocracia” ha tenido cabida en todo tipo de democracia, teniendo como ejemplo, a su vez, los planteamientos de filósofos como Aristóteles, Jean-Jacques Rousseau y Montesquieu. 
Rousseau afirmaba: “Las selecciones por sorteo hubieran creado pocos obstáculos en la democracia verdadera, puesto que todos los ciudadanos son iguales  tanto por sus hábitos como por sus talentos, tanto por sus principios como por sus bienes, así que la elección se pone casi indiferente”. Hoy en día, el sorteo se usa para seleccionar a posibles jurados en sistemas legales basados en el derecho consuetudinario y, a veces, se usa para formar grupos de ciudadanos con poder de asesoramiento político (jurados de ciudadanos o asambleas de ciudadanos).
En la actualidad, han aparecido voces y movimientos en varios países a nivel mundial que han visto en la "lotocracia" una posibilidad para revitalizar la democracia y solucionar  "vicios" particulares en las lógicas democráticas de cada país. Entre estos se destacan: Sortition Foundation en el Reino Unido que busca la desaparición de los partidos políticos. El filósofo Alexander Guerrero, profesor de la Universidad Rutgers en Nuevo Brunswick quien ve en la "lottocracia" una nueva forma de gobierno en la que los ciudadanos adultos serían seleccionados al azar para servir como legisladores. En Colombia, el senador Andrés García Zuccardi ha propuesto a la "lotocracia" como una herramienta para desconcentrar el poder y aumentar la participación ciudadana, lo anterior en medio de un proceso de reforma política que vive el país.

## Historia

### Atenas antigua
La formación de la estructura de los organismos del poder y la administración según sorteo se aplicaba ampliamente en la Atenas antigua. Durante el siglo VI a. C. se desarrolló en la democracia ateniense el concepto llamado isonomia, el cual significa igualdad de derecho y derechos políticos. Ellos creían que la principal forma de garantizar la democracia y la imparcialidad en la elección era por medio del sorteo, y así lo hicieron. El sorteo se utilizó para elegir a buena parte de los magistrados para los comités de gobierno y para los jurados; el sorteo se realizaba comúnmente entre 501 hombres. Al respecto, Aristóteles creía: 

La democracia surgió de la idea de que los que son iguales en cualquier aspecto son absolutamente iguales. Todos son libres, por lo tanto, afirman que todos son absolutamente libres... Lo siguiente es cuando los demócratas, alegando que todos son iguales, reclaman la misma participación en todo.

En la Atenas antigua, el proceso de elección por sorteo tenía un método específico. Los ciudadanos se postulaban dentro de un grupo amplio de ciudadanos. Luego, por medio de la lotería en un máquina que ellos llamaban kleroteria se elegían al azar y por sorteo los ciudadanos que ocuparían el cargo –en su mayoría magistraturas-. Las magistraturas asignadas a los ciudadanos elegidos en la kleroteria tenían alrededor de un año para cumplir su función. También, un factor muy clave de la democracia ateniense es que los ciudadanos pueden ejercer una magistratura solamente una vez en toda su vida; también, aquellos ciudadanos que tengan más de 30 años y sean varones podían ser elegibles si anteriormente no habían sido inhabilitados por atimia. Es muy curioso de este tipo de democracia que los seleccionados por medio del sorteo tenían que someterse a un examen llamado dokimasia para así evitar funcionarios que no fueran competentes. En raras ocasiones fueron seleccionados ciudadanos que no fueran competentes y que hayan sido descartados. Finalmente, los magistrados una vez elegidos por sorteo y que estuvieran en su función estaban sujetos al constante control por parte de la Asamblea. Así mismo los magistrados debían rendir cuentas después de su licencia, lo cual llamaban euthynai.

### Ciudades-Comuna de Italia (siglos XII a XVIII)
El método del sorteo se conservó en la Edad Media europea en las comunas italianas de Florencia y Venecia, así como en el norte de Italia. En el caso del norte de Italia el brevia fue utilizado durante los siglos XII y XIII, mientras en Venecia hasta finales del siglo XVIII. Básicamente, las elecciones por sorteo  para estas comunidades demostraban transparencia ya que los hombres que eran seleccionados al azar juraban que no estaban influenciados por algún tipo de soborno. Una característica del sorteo en las ciudades-comuna es que la elegibilidad de los votantes incluía a personajes con algún tipo de poder regional. Entre estos estaban dueños de propiedades, concejales, miembros del gremio y en menor medida artesanos. Por ejemplo, el Dux de Venecia fue determinado a través de un largo proceso de nominación, votación y clasificación.
El sorteo fue aplicado en Venecia solo para seleccionar a los miembros de los comités que servirían posteriormente para nominar candidatos para el Gran Consejo. En contravía con el caso ateniense y de Florencia, en Venecia el sorteo se utilizó para la elección de múltiples cargos, y no solo a magistrados. En medio de este amplio proceso de elección por sorteo, en Venecia se logró desestimular el faccionalismo, las campañas políticas y los movimientos políticos dentro del Gran Consejo. Se cree que se mantuvo la cohesión en la nobleza veneciana y contribuyendo a la estabilidad política de la república. En el caso de Florencia, ellos, denominaban la elección por sorteo como escrutinio, este se aplicó en la ciudad durante un siglo a partir de 1328 y tenía un procedimiento bastante especial. Las nominaciones y las votaciones juntas crearon un grupo de candidatos de diferentes sectores de la ciudad. Estos hombres luego acudían a un saco en el que estaban depositados sus nombres; mediante un sorteo de lotería se determinaba los que obtendrían los puestos de magistrado.
En Florencia, se utilizó en buena medida para seleccionar a los magistrados y miembros de la Signoria durante los períodos republicanos. Florencia utilizó una combinación de lote y escrutinio por parte del pueblo, establecido por las ordenanzas de 1328. En 1494, Florencia fundó un Gran Consejo en el modelo de Venecia. Los nominadores fueron elegidos por sorteo entre los miembros del Gran Consejo, lo que indica una disminución del poder aristocrático.

### sigloXXy XXI
Si bien el sorteo se practicó en Atenas, Florencia y Venecia con relativo éxito y persistencia. Durante el Siglo de las Luces y la posterior Revolución Francesa sus pensadores más importantes como Rousseau y Montesquieu si bien sabían de las posibilidades del sorteo, no procuraron incluirla como una herramienta democrática legítima. Por ello con la Revolución Francesa y la noción de Libertad, Amistad y Fraternidad como legado para las repúblicas modernas tales como Estados Unidos, se ignoró el uso del sorteo en la democracia, ni siquiera se consideró el sorteo como método para encontrar a los gobernantes representativos de las nuevas repúblicas liberales nacientes. Para Rousseau, las selecciones por sorteo hubieran creado pocos obstáculos en la democracia verdadera, puesto que todos los ciudadanos son iguales tanto por sus hábitos como por sus talentos, tanto por sus principios como por sus bienes, así que la elección se pone casi indiferente. Mientras para Montesquieu el sorteo representaba una elección más inofensiva porque le otorga a cada ciudadano la posibilidad de servir a su patria.
Aunque el sorteo no hizo parte de la formación de las repúblicas después del siglo XVIII, en algunos lugares se implementó el sorteo como método democrático válido. En el siglo XIX la práctica empieza a aplicarse en Francia para la formación de los colegios de abogados. Luego en países de Europa como Bélgica, Austria-Hungría, Italia, Suiza, Holanda y Luxemburgo. Para finales del siglo XIX en los Estados Unidos se implementó en los colegios de jurados que usaron el sorteo, para el nombramiento de jurados y jueces. Rusia también acudió al sorteo, por ejemplo, Pyotr Stolypin y las reformas que realizó, se estipuló el uso del sorteo para nombrar a los integrantes de las comisiones regionales encargadas de distribuir parcelas de tierra.
En las legislaciones de varios Estados persistió durante todo el siglo XX y se conserva hasta hoy en día. En particular, según el apartado 7 del artículo 135 de la Constitución de la República Italiana, todos los ciudadanos deberán elegir a 16 integrantes para la Corte Constitucional y junto con 15 jueces ordinarios tienen derecho a participar en las consideraciones sobre las acusaciones contra el presidente de la República. En Suecia, actualmente se usa para elegir las delegaciones para el Consejo del norte, para el Consejo de Europa y para las reuniones europeas de seguridad, además se aplica para la composición del jurado de asesores que realizan procedimientos judiciales vinculados con la libertad de prensa.
Durante todo el siglo XX la elección por sorteo se convirtió en una parte integrante del sistema del derecho internacional y sobre todo, europeo. El sorteo conforma el jurado para la investigación judicial de algunos casos concretos está estipulada en los documentos de la ONU, también está previsto para algunos actos jurídicos que regulan las actividades del Tribunal Europeo referidas a derechos humanos.
En los últimos años ha venido apareciendo con fuerza el uso del sorteo en las elecciones democráticas por parte algunos de los intelectuales más reconocidos que ven en el sorteo una posibilidad para atacar el personalismo y el faccionalismo en los gastados sistemas democráticos. Tal es el caso del filósofo Slavoj Žižek, quien asume que la crisis del capitalismo y de la democracia representativa; por lo tanto, propone entes burocráticos en los que habría expertos pero también miembros seleccionados aleatoriamente, como en los jurados populares. Es decir, un sistema de “lotocracia” similar a la democracia por sorteo de la Antigua Grecia o de la República Veneciana. “Debe ser gente cualquiera, para no perder el contacto popular”.
Igualmente, la “lotocracia” en los últimos años ha tenido cierta cabida en la política española, precisamente en el partido Podemos. Allí se han visto abocados miles de españoles que han perdido total confianza en la democracia española, una de las ventajas de estos movimientos de opinión frente al sorteo es que este lograría suprimir las fuentes clásicas de corrupción y el faccionalismo. “Como los miembros del gobierno no necesitan el favor de nadie para llegar al poder, no tienen deudas que saldar (…) La elección aleatoria deja fuera de la ecuación la ambición política y la sed de poder por el poder” .

## El sorteo en el caso colombiano
La literatura alrededor de la implementación del sorteo en la democracia colombiana es sumamente escasa. Solamente desde el Instituto de Estudios Políticos y Relaciones Internacionales (IEPRI) de la Universidad Nacional se han adelantado análisis acerca del sorteo como alternativa para desconcentrar el poder, tomando como referencia el caso del sorteo en Grecia y su antigua lucha por combatir la corrupción. Al frente de estos análisis está el profesor Juan Gabriel Gómez, quien menciona la crisis representativa en la democracia colombiana. “El Congreso de Colombia y la publicidad de las diferentes marcas tienen una cosa en común: la mayoría de las caras que se ven en uno y otro ámbito no se parecen al común de la gente”. Afirma que, sí se tuviera en el Congreso la conformación por gente del común, se lograrían legislaciones al servicio de la población, más no de la clase política y sus financiadores; cosa que se lograría por medio del sorteo.
El sorteo o “lotocracia” en el caso colombiano tiene dos factores positivos. 1. Evitar las altas y masivas financiaciones de recursos en las campañas, ya sean legales o ilegales; problema que viene atravesando el país desde la década de los ochenta con la aparición del narcotráfico. 2. Evitar el personalismo y el faccionalismo, propio de la cultura democrática y republicana colombiana. “Uno de los peores defectos de la competencia electoral radica precisamente en el hecho de que demanda de sus participantes el desarrollo de habilidades opuestas a las que se necesitan para tomar decisiones de beneficio común”.
Si bien, la implementación de la democracia directa tiene sus complejidades en las sociedades modernas, capitalistas y pluralistas en comparación con el caso ateniense. En Colombia sí tendría cabida práctica el uso del sorteo ya que es un mecanismo imparcial que provoca en los seleccionados la necesidad de trabajar por la implementación de políticas y planes en bien del beneficio común. La democracia colombiana en las últimas décadas no ha podido escapar del faccionalismo de los partidos políticos y del personalismo de políticos que a partir de su figura logran establecerse en los cargos públicos de forma permanente. Por lo anterior, las posibilidades de implementación son complejas, pero debe señalarse un punto de partida en búsqueda de una democracia más imparcial y de mayor cobertura y participación para la sociedad colombiana.